# Žarko Belada
Žarko Beladaç (Cetiña, Montenegro, 10 de junio de 1977) es un exfutbolista montenegrino que jugaba en la posición de defensa central.

## Clubes
| Club                              | País       | Año       |
| --------------------------------- | ---------- | --------- |
| Fudbalski Klub Lovćen Cetinje     | Montenegro | 1995-1997 |
| Fudbalski Klub Mogren Budva       | Montenegro | 1997-2000 |
| Fudbalski Klub Vojvodina Novi Sad | Serbia     | 2000-2004 |
| FK Kabel                          | Serbia     | 2004      |
| Wisła Płock                       | Polonia    | 2005-2007 |
| Fudbalski Klub Mogren Budva       | Montenegro | 2007-2008 |
| Wisła Płock                       | Polonia    | 2008      |
| Fudbalski Klub Mogren Budva       | Montenegro | 2009      |
| Fudbalski Klub Lovćen Cetinje     | Montenegro | 2010-2012 |
| FK Cetinje                        | Montenegro | 2012-2014 |